# Centranthus amazonum
Centranthus amazonum là một loài thực vật có hoa trong họ Kim ngân. Loài này được Fridlender & A.Raynal mô tả khoa học đầu tiên năm 1998.